# Karlo II., rumunjski kralj
Karlo II. (Sinaia, 15. listopada 1893. – Estoril, 4. travnja 1953.), rumunjski kralj od 1930. do 1940. godine iz dinastije Hohenzollern-Sigmaringen. 

## Životopis
Karlo je bio sin kralja Ferdinanda i kraljice Marije od Saske-Coburga-Gotha, kćerka vojvode od Edinburgha Alberta od Saske-Coburga-Gotha. Po majčinoj je strani bio praunuk kraljice Viktorije i ruskog cara Aleksandra II.
Karlo je bio poznatiji po svom burnom ljubavnom životu, a ne toliko po vladarskim sposobnostima. Prvi brak je sklopio u Odesi u Ukrajini 31. kolovoza 1918. s Ivanom Marijom Valentinom Lambrinom, poznatijom kao Zizi Lambrino, kćerkom rumunjskog generala, s kojom je dobio sina Karla Lambrina. Brak je bio u suprotnosti s kraljevskim zakonom, a poništio ga je sud 1919. godine. 
Drugi brak je sklopio s grčkom princezom Jelenom 10. ožujka 1921. u Ateni. Brak je razveden 1928. godine zbog kraljeve veze s katolkinjom Magdom Lupescu, kćerkom židovskog ljekarnika i majke katolkinje, koja je isto tako imala iza sebe propali brak. Zbog skandala se u prosincu 1925. godine odrekao prava na tron u korist sina Mihajla iz braka s princezom Jelenom, te je otišao u izgnanstvo u Pariz s Magdom. Karlo je imao sina i kćer i s ljubavnicom srednjoškolkom Marijom Martino. Mihajlo I. je kao petogodišnjak naslijedio djeda Ferdinanda 1927. godine. 
Karlo se iznenada 6. lipnja 1930. vratio u Rumunjsku i nakon obećanja da će se rastaviti od Magde Lupescu već 8. lipnja 1930. postao rumunjski kralj. Kralj je koristeći suprotnosti između Nacionalne liberalne stranke i Seljačke stranke, te antisemitskih grupacija pokušao utjecati na politički život države. Uveo je osobnu diktaturu 10. veljače 1938. godine kako bi spriječio stvaranje vlade, koju su trebali oformiti ministri iz fašističkog pokreta Željezne garde. Žestoki sukobi između gardista i drugih političkih grupacija su umalo doveli do izbijanja građanskog rata. Kralj je zabranio gardu, koju je podupirao osobno Adolf Hitler, a ranije i on sam, a dao je uhititi i njenog čelnika Corneliua Zelea Codreanua. Ubijen je s drugim zatočenim gardistima u zatvoru nakon niza atentata, koji su gardisti izveli nakon navodnog pokušaja bijega. Kako bi suzbio utjecaj fašističke garde, kralj je počeo jačati svoj osobni kult, pa je tako između ostalog osnovao paravojnu organizaciju mladih "Domovinska straža". 
Ubrzo se pokazalo da Rumunjska ne može očuvati velike teritorijalne stečevine nakon Prvog svjetskog rata. Rumunjska je bila okružena neprijateljima i bez saveznika. Rumunjska je nakon raspada Čehoslovačke dobila jamstva Velike Britanije o teritorijalnom integritetu, no Britanci su bili zauzeti na zapadnom bojištu. Rumunjska je 1940. godine primila ultimatum Sovjetskog Saveza, kojim se tražilo ustupanje sjeverne Bukovine i Besarabije. Potom su i druge države iznijele svoje teritorijalne zahtjeve, pa je Bugarskoj ustupljena južna Dobrudža, a Mađarskoj sjevernu i istočnu Transilvaniju. Kralj je morao pristati na te zahtjeve da bi spriječio rat na dva bojišta, a za premijera je 4. rujna 1940. imenovao dotadašnjeg ministra rata Iona Antonescua. To je bilo jedino rješenje da spriječi Željeznu gardu da preuzme vlast u državi, jer ju je Antonescu mogao kontrolirati. Kralj je potom po drugi put abdicirao u korist svog sina Mihajla i otišao u progonstvo u Portugal. 
Dana, 3. lipnja 1947. godine Karlo se vjenčao za Magdu Lupescu u Riju, a ona je uzela naslov princeze Elene Hohenzollern. Karlo je umro u progonstvu, a 2003. godine su njegovi posmrtni ostaci vraćeni u Rumunjsku i pokopani u samostanu Curtea de Argeş, ali izvan istoimenene katedrale u kojoj su pokopani ostali rumunjski kraljevi.
| Prethodnik Mihael I. | rumunjski kralj (1930. – 1940.) | Nasljednik Mihael I. |